# ルシアン・ブーテ
ルシアン・ブーテ（Lucian Bute, 男性、1980年2月28日 - ）は、ルーマニア出身の元プロボクサー。元IBF世界スーパーミドル級王者。カナダのモントリオールに居住している。

## 来歴

### アマチュア時代
ルーマニアでアマチュアボクシングを始めた。
1999年にはテキサス州ヒューストンで開催された1999年世界ボクシング選手権大会のウェルター級(67kg)にルーマニア代表として出場し、銅メダルを獲得した。
2001年、北アイルランドベルファストで開催された2001年世界ボクシング選手権大会にミドル級(75kg)で出場するが2回戦で敗退した。
2003年、タイバンコクで開催された2003年世界ボクシング選手権大会にミドル級(75kg)で出場するが準々決勝でゲンナジー・ゴロフキンに敗退した。
オリンピック出場はならなかったが、カナダのプロモーターに見出され、カナダへ移住してプロボクシング転向を目指した。

### プロ時代
2003年11月22日、ベル・センターでデビュー戦を行い、3回2分5秒TKO勝ちを収めデビュー戦を白星で飾った。
2004年12月3日、元世界2階級制覇王者ディンガン・トベラと対戦しダウンこそ奪えなかったがコンビネーションをまとめて4回1分22秒TKO勝ちでトベラに引導を渡した。
2005年2月19日、カール・ハンドリーとNABF北米ライトヘビー級王座決定戦を行い4回2分9秒TKO勝ちで王座を獲得した。
2005年3月18日、クリス・クルスと空位のNABA北米スーパーミドル級王座決定戦を行い12回2分18秒TKO勝ちで王座を獲得した。
2005年9月16日、カバリー・サラーンとWBCアメリカ大陸スーパーミドル級並びにNABF北米スーパーミドル級王座王座決定戦を行い8回終了時TKO勝ちで王座を獲得した。
プロデビュー後16戦目になる2006年3月24日のWBCアメリカ大陸王座の初防衛戦で初めてKO勝利を逃し12回3-0判定（ただしジャッジ3人ともフルマークの判定）で初防衛した。同年5月16日にはWBOインターコンチネンタルスーパーミドル級王座を獲得した。
多くの地域王座を獲得、防衛し着実にランキングを上げ全勝のまま、2007年10月19日、IBF世界スーパーミドル級王者アレハンドロ・ベリオに挑戦し、11回TKO勝ちで世界初挑戦にして世界王者となった。
2008年2月29日、ウィリアム・ジョッピーと対戦し、10回TKO勝ちで初防衛に成功した。
2009年11月28日、防衛戦でリブラド・アンドラーデと対戦し、4回KO勝ちで4度目の防衛に成功した。
2010年4月17日、エディソン・ミランダと対戦し、3回TKO勝ちで5度目の防衛に成功した。
2012年5月26日、イギリス・ノッティンガムシャー州ノッティンガムのノッティンガム・アリーナで元WBC世界スーパーミドル級王者カール・フローチと対戦し、プロ初黒星となる5回1分5秒TKO負けを喫し10度目の防衛に失敗、王座から陥落した。
2012年11月3日、ベル・センターでNABF北米ライトヘビー級王者デニス・グラチェフと対戦し、3-0の判定勝ちで7年ぶりの同王座への返り咲きに成功した。
2013年5月15日、モントリオールのベル・センターでジャン・パスカルと対戦する予定だったが、ブーテがスパーリング中に左手を骨折して延期された。
2014年1月18日、1年2ヶ月ぶりの試合をベル・センターで元WBC世界ライトヘビー級王者ジャン・パスカルと対戦するが0-3の判定負け。NABF王座から陥落すると共にWBCダイヤモンド王座獲得に失敗した。
2014年12月6日、ロベルト・ボロンティと対戦予定だったが、ブーテが背中を負傷し中止となった。
2015年11月28日、ケベック・シティーのセンター・ビデオトロンでIBF世界スーパーミドル級王者ジェームス・デゲールと対戦し、12回0-3(2者が111-117、111-116)の判定負けで3年6ヵ月ぶりの王座返り咲きに失敗した。
2016年4月30日、ワシントンD.C.のDCアーモリーでWBC世界スーパーミドル級王者バドゥ・ジャックと対戦したが12回0-1(2者が114-114、111-117)の判定で引き分けに終わりIBFに続く王座獲得に失敗した。引き分けになったもののブーテが明確に負けていたとの批判が多い。その後、ブーテの薬物違反が発覚したことで、ワシントンDCボクシング&レスリングコミッションが試合結果を引き分けからブーテの失格負けへ変更した。
試合後に、ワシントンDCボクシング&レスリングコミッションによって行われた薬物検査でブーテの尿サンプルからスタミナと体力回復に効果がある禁止薬物のオスタリンの陽性反応が出た。
2016年8月12日、ワシントンDCボクシング&レスリングコミッションから予備検体でもオスタリンの陽性反応が検出された通知を受け、ブーテは緊急記者会見を開いて、オスタリンは使用していた睡眠剤に混入していたもので、睡眠剤の成分表記にオスタリンは書かれておらず、故意に摂取していたのではないとは主張し、睡眠剤を製造した会社を訴えるつもりであることを明かした。
2016年11月25日、ドーピング違反で5万ドルの罰金と6カ月の出場停止処分を科せられたが、処分が同年5月6日までさかのぼるため、この処分発表前の同月6日に既に出場停止は終了していた。ブーテはオスタリンを意図して摂取したのではなくコーチが処方したサプリメントに含まれていたと主張した。
2017年2月25日、ケベック・シティーのビデオトロン・センターでWBC世界ライトヘビー級1位のエレイデル・アルバレスとWBC世界ライトヘビー級挑戦者決定戦を行い、5回KO負けを喫しアドニス・ステベンソンへの挑戦権獲得に失敗した。
2019年3月21日、現役引退を発表した。

## 獲得タイトル
- NABF北米ライトヘビー級王座
- NABF北米スーパーミドル級王座
- NABA北米スーパーミドル級王座
- WBCアメリカ大陸スーパーミドル級王座
- WBOインターコンチネンタルスーパーミドル級王座
- IBF世界スーパーミドル級王座（防衛9度）